# Comuna Gușoeni, Vâlcea
Gușoeni este o comună în județul Vâlcea, Oltenia, România, formată din satele Burdălești, Dealu Mare, Gușoeni (reședința), Gușoianca, Măgureni și Spârleni.

## Personalități
- Malvina Urșianu (1927 - 2015), regizor
- Stelian Lăutaru (1951 - 2023), violonist
- Ionel Puia (1953 - 2014), dirijor, violonist
- Virgil Pîrvulescu (n. 1968), fost viceprimar al municipiului Râmnicu Vâlcea

## Demografie
Componența etnică a comunei Gușoeni
     Români (95,35%)
     Alte etnii (4,65%)
Componența confesională a comunei Gușoeni
     Ortodocși (94,14%)
     Alte religii (1,03%)
     Necunoscută (4,82%)
Conform recensământului efectuat în 2021, populația comunei Gușoeni se ridică la 1.161 de locuitori, în scădere față de recensământul anterior din 2011, când fuseseră înregistrați 1.535 de locuitori. Majoritatea locuitorilor sunt români (95,35%). Din punct de vedere confesional, majoritatea locuitorilor sunt ortodocși (94,14%), iar pentru 4,82% nu se cunoaște apartenența confesională.

## Politică și administrație
Comuna Gușoeni este administrată de un primar și un consiliu local compus din 9 consilieri. Primarul, Nicolae Concioiu[*], de la Partidul Social Democrat, este în funcție din 2008. Începând cu alegerile locale din 2024, consiliul local are următoarea componență pe partide politice:
|  | Partid                    | Consilieri | Componența Consiliului | Componența Consiliului | Componența Consiliului | Componența Consiliului | Componența Consiliului | Componența Consiliului | Componența Consiliului | Componența Consiliului |
|  | ------------------------- | ---------- | ---------------------- | ---------------------- | ---------------------- | ---------------------- | ---------------------- | ---------------------- | ---------------------- | ---------------------- |
|  | Partidul Social Democrat  | 8          |                        |                        |                        |                        |                        |                        |                        |                        |
|  | Partidul Național Liberal | 1          |                        |                        |                        |                        |                        |                        |                        |                        |